# Mlýnský vrch (Orlické hory)
Mlýnský vrch (německy Mühlberg) je spočinek v České republice ležící v pohoří Orlické hory.

## Geomorfologické zařazení
Mlýnský vrch se nachází v geomorfologickém celku Orlické hory, podcelku Bukovohorská hornatina, okrsku Orličský hřbet a podokrsku Suchovršský hřbet.

## Poloha
Mlýnský vrch se nachází nad obcí Mladkov, je severozápadním spočinkem Vysokého kamene a zároveň poslední výspou Bukovohorské hornatiny na hranicích se sousedním podcelkem Orlických hor Mladkovskou vrchovinou. Leží asi 6 km na severozápad od nejvyššího vrcholu Bukovohorské hornatiny Suchého vrchu, 8 km západně od města Králíky a 7,5 km severně od města Jablonné nad Orlicí. Leží na území přírodního parku Suchý vrch - Buková hora.

## Vodstvo
Mlýnský vrch od severovýchodního až po jihozápadní úbočí obtéká Tichá Orlice. Na jeho svazích nepramení žádná trvalá vodoteč.

## Vegetace
Mlýnský vrch je z větší části zalesněn a největší zastoupení na něm mají smrčiny. Na jihozápadním svahu se nachází jediná významnější louka.

## Turistika
Přes vrchol Mlýnského vrchu prochází netypicky žlutě značený okruh naučné stezky Betonová hranice věnující se československému opevnění stavěnému před druhou světovou válkou proti Německu. Výchozím a koncovým bodem naučné stezky je Mladkov. Končí zde též modře značená trasa 1974 z Lichkova. Dále se na vrcholu Mlýnského vrchu dělí zeleně značená běžkařská trať z Čenkovic, která přichází od Vysokého kamene a jedna větev klesá na západ k Mladkovu a druhá na východ k Lichkovu. Jihozápadním svahem vrchu vede červeně značená Jiráskova cesta, souběžně s ní vede rovněž červeně značená cyklistická trasa Suchý vrch - Zemská brána a vrací se do Mladkova naučná stezka.

## Významné stavby
Přes vrcholovou partii vedou z Vysokého kamene k Mladkovu dva sledy československého předválečného lehkého opevnění. Přilehlým údolím Tiché Orlice prochází Železniční trať Ústí nad Orlicí – Międzylesie. Na západním svahu vrchu se nachází mladkovská železniční zastávka.